# Tabula Siarensis

Nero Claudius Germanicus († 10. Oktober 19 n. Chr.)

Tabula Siarensis (deutsch „Tafel aus Siarum“) ist die moderne Bezeichnung einer römischen Inschrift, die 19/20 n. Chr. verfasst und Anfang der 1980er Jahre in Südspanien gefunden wurde. Die Tafel gibt einen umfangreichen Beschluss des römischen Senats wieder, der die Ehrungen zum Tode des Feldherren Germanicus regelte. Die Inschrift auf der in zwei Fragmenten aufgefundenen Bronzeplatte gilt als bedeutende epigraphische Quelle zur frühen römischen Kaiserzeit. Der Text wirft ein Schlaglicht auf das schwierige Verhältnis zwischen Kaiser Tiberius und Germanicus, auf den römischen Verzicht auf die Eroberung Germaniens nach 16 n. Chr. sowie auf die Arbeitsweise des Tacitus, der ebenfalls über die Totenehrungen berichtet. Die Tafel ist heute unter der Inventarnummer DJ1986/29-01 im Muséo Arqueológico Provincial de Sevilla ausgestellt.

## Fund
Die Tabula Siarensis wurde nahe dem südspanischen Dorf La Cañada (antiker Name Siarum) in der Nähe von Utrera/Sevilla gefunden. Es handelt sich um zwei Bruchstücke einer Inschriftentafel aus Bronze. Dargestellt sind ein Senatsbeschluss und ein Gesetzesentwurf, entstanden im Wesentlichen im Dezember 19 n. Chr., die die umfangreichen Ehrungen zum Todestag des Germanicus (gestorben am 10. Oktober 19 n. Chr.), des Neffen und Adoptivsohnes des Kaisers Tiberius, zum Gegenstand haben.
Allgemein wird das Jahr 1982 als das Fundjahr der Tabula Siarensis angegeben, allerdings ist dies nicht gesichert. In der maßgeblichen Erstbeschreibung von Julián Gonzáles aus dem Jahr 1984 ist das Frühjahr 1982 genannt, doch bereits 1980 wies der Autor auf den Fund hin.
Die wissenschaftliche Abkürzung für die Tabula Siarensis lautet: Tab. Siar., erweitert um die Angabe von Fragment (Frg.), alphabetisch nummerierte Spalte (col.) und Zeile(n). Beispiel: Tab. Siar. Frg. II, col. b, 3-5.

## Inhalte

### Struktur
Inhaltlich umfasst die Tabula Siarensis zwei Teile: Der Hauptteil ist ein ausführlicher Senatsbeschluss vom 16. Dezember 19 n. Chr. zu den Totenehrungen. Er ist auf dem ersten Fragment sowie auf den ersten beiden Spalten des zweiten Fragments niedergeschrieben. Auf der dritten Spalte sind Bruchstücke eines Gesetzesantrags überliefert, der 20 n. Chr. vermutlich als Lex Valeria Aurelia eingebracht wurde. Die Texte sind nicht ohne Lücken erhalten, einiges musste rekonstruiert werden.

### Fragment I (Senatsbeschluss)
- Zeilen 1–8: Einleitung; Mitwirkung von Senat, Tiberius und kaiserlicher Familie an den Ehrenmaßnahmen.
- Zeilen 9–21: Bestimmungen zur Errichtung eines Durchgangsbogens (Ehrenbogen) im Circus Flaminius und einer dort anzubringenden Gedenktafel.
  - Zeilen 9–12: Details zur Errichtung des Durchgangsbogens im Circus Flaminius: Material Marmor; versehen mit Feldzeichen der von Germanicus besiegten germanischen Stämme.
  - Zeilen 12–15: Auf eine Gedenktafel aufzunehmende Verdienste des Germanicus in Germanien: Sieg über Stämme; Sicherung Galliens; Wiedergewinnung der Feldzeichen (nicht genannt, aber gemeint: Zwei der drei Legionsadler der 9 n. Chr. in der Varusschlacht untergegangenen Legionen); Rächung der durch Hinterlist herbeigeführten Niederlage (des Varus); Regelung der Verhältnisse in Gallien.
  - Zeilen 15–17: Verdienste im Orient: Organisation der Provinzen und Königreiche im Auftrag des Tiberius; Einsetzung eines Königs in Armenien.
  - Zeilen 17–18: Tod des Germanicus noch bevor er einen vom Senat bewilligten (kleinen) Triumph in Rom abhalten konnte.
  - Zeilen 18–21: Bestimmungen zur Gestaltung der Statuen auf dem Durchgangsbogen: Germanicus im Triumphwagen, daneben Vater Drusus, Mutter Antonia, Gattin Agrippina, Schwester Livilla, Bruder Claudius, Onkel Tiberius, Söhne und Töchter.
- Zeilen 23–25: Errichtung eines zweiten Durchgangsbogens mit Statue und Inschrift auf einer Passhöhe des Amanusgebirges in Syrien.
- Zeilen 26–29: Errichtung eines dritten Durchgangsbogens am Rhein nahe dem Drusus-Kenotaph in Mainz; Darstellung des Germanicus, der von den Germanen die erbeuteten Feldzeichen (der Varuslegionen) zurückerhält.
- Zeilen 29–34: Anweisungen für Gallier und linksrheinische Germanen, am Todestag des Germanicus am Kenotaph des Drusus Opfer zu bringen; Parademarsch der stationierten Legionen am Todestag durch den Bogen.
- Zeilen 35–37: Errichtung weiterer Ehrenmäler für Germanicus (zum Beispiel auf dem Forum von Antiochia, wo der Leichnam des Germanicus verbrannt wurde).

### Fragment II, erste Spalte (Fortsetzung Senatsbeschluss)
- Zeilen 1–5: Sakrale Vorschriften
- Zeilen 6–11: Weltliche Vorschriften sowie Verbote für den Feiertag (z. B. Bewirtung, Feiern, Spiele etc.).
- Zeilen 11–14: Bestimmungen zur Verlegung der Spiele zu Ehren des Augustus (ludi Augustales scaenici, vom 5. bis 11. Oktober), um Kollisionen mit dem Todestag zu vermeiden.

### Fragment II, zweite Spalte (Schlussbestimmungen zum Senatsbeschluss)
- Zeilen 1–19: Ehrungen durch Ritterstand und Volk (oberer Teil schwer rekonstruierbar).
- Zeilen 20–26; Publikationsvorschriften; Bronzetafeln an verschiedenen Orten des Reiches.
- Zeilen 26–33: Auftrag an die designierten Konsuln (des Jahres 20 n. Chr.), ein entsprechendes Gesetz zur Totenehrung des Germanicus einzubringen.

### Fragment II, dritte Spalte (Gesetzesvorhaben)
- Gesetzesantrag mit näheren Bestimmungen zu Gedenken und Totenehrungen.

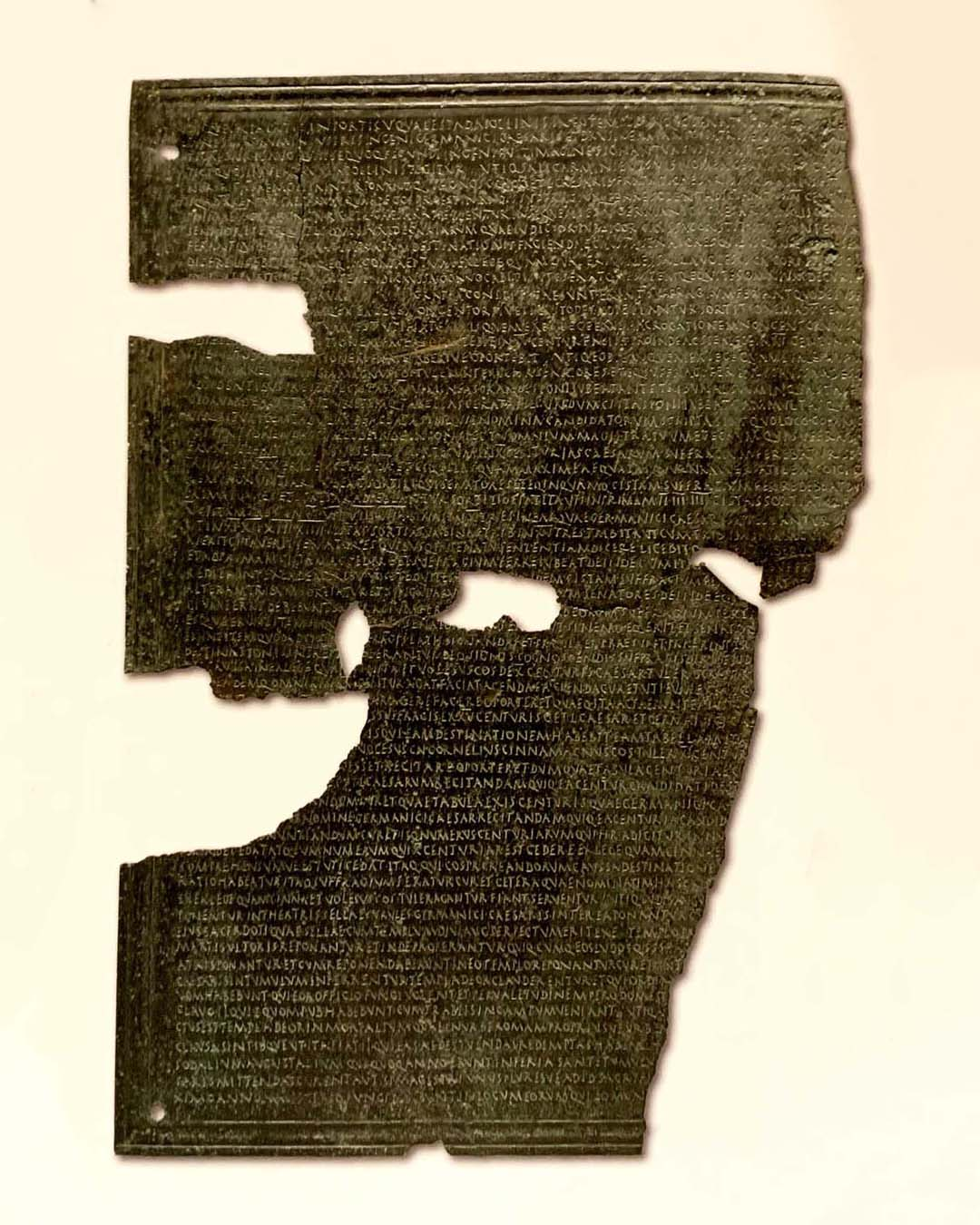
Tabula Hebana

## Parallelüberlieferung
Die Inhalte der Tabula Siarensis sind teilweise auch durch andere Inschriften beziehungsweise durch die antike Geschichtsschreibung überliefert. Zu Beginn des 19. Jahrhunderts tauchten in Rom drei Bruchstücke einer Tafel mit Ehrenbeschlüssen für Germanicus auf. Im Jahr 1947 wurde die Tabula Hebana gefunden. Die Fragmente dieser Bronzetafel enthalten das Gesetz für die Germanicus-Ehrungen, dessen Entwurf auf der Tabula Siarensis, Fragment 2, Spalte 3, aufgeführt ist.
Literarisch überliefert sind die Bestimmungen bei Tacitus, der in den Annalen präzise die Inhalte des Senatsbeschlusses referiert.

## Geschichtlicher Hintergrund
Nero Claudius Germanicus (* 24. Mai 15 v. Chr.; † 10. Oktober 19 n. Chr. in Antiochia am Orontes) war ein römischer Feldherr, bekannt durch seine Feldzüge in Germanien. Er war der Sohn des Feldherren Drusus und Neffe und Adoptivsohn des Tiberius.
Das Verhältnis zwischen dem charismatischen Germanicus und seinem wenig beliebten Onkel Tiberius, seit 14 n. Chr. als Nachfolger des Augustus an der Spitze des Imperiums stehend, war angespannt: Gleich zu Beginn der Herrschaft des Tiberius kam es zu einem Aufstand der Legionen in Germanien; die Truppen wollten Tiberius stürzen und Germanicus inthronisieren. Dieser blieb zwar loyal, doch Tiberius musste einen Konkurrenten fürchten, dies umso mehr, als der greise Augustus Germanicus als den Nachfolger des Tiberius bestimmt hatte. Die Feldzüge seines Neffen in Germanien brach Tiberius 16 n. Chr. gegen den erbitterten Widerstand des Germanicus ab, gewährte ihm jedoch einen Triumphzug, der im Jahr 17 n. Chr. durch Rom führte. Anschließend wurde Germanicus mit Regierungsauftrag in den Osten des Reiches entsandt. Sein Wirken dort gab Tiberius allerdings erneut Anlass zur Klage. Im Jahr 19 n. Chr. starb Germanicus unerwartet, vermutlich vergiftet von seinem politischen Widersacher Piso; für eine Mordbeteiligung des Tiberius gibt es keine Belege.
Die „Welttrauer um Germanicus“ nutzte Tiberius für die Durchsetzung eigener Interessen. Die Beschlüsse trugen „die Handschrift des Tiberius“, zum Beispiel bei der Umdeutung der Kriegsziele in Germanien (Fragment I, Zeilen 12–15): Nicht mehr die Unterwerfung der Germanen bis zur Elbe, wie sie noch Augustus vorschwebte und Germanicus hatte vornehmen wollen, sondern begrenzte Schutz- und Racheziele wurden nachträglich für verbindlich und erreicht erklärt. Damit tritt die politische Botschaft der Tabula Siarensis in Kontrast zu den Erfolgen, die noch anlässlich des Triumphzugs 17 n. Chr. gefeiert wurden. Während dort die Niederwerfung der Stämme bis zur Elbe bejubelt wurde und die Cherusker, Chatten und Angrivarier namentlich hervorgehoben wurden, werden die Verdienste auf der Tabula Siarensis nur kurz abgehandelt; kein Stamm, kein Schlachtort, kein Elbeziel ist genannt.  Nach Boris Dreyer spielten die Totenehrungen des Germanicus eine entscheidende Rolle bei der öffentlichen Durchsetzung der neuen Germanenpolitik, die allerdings wohl bereits seit 16 n. Chr. offiziell kommuniziert wurde. Während die tatsächlichen Erfolge des Germanicus knapp gehalten wurden, gingen dafür die erzählerischen Elemente weit über übliche Verdienstschilderungen hinaus.

## Bedeutung für die Forschung
Die Entdeckung der Tabula Siarensis gilt als Sensation, weil sie nicht nur das (bereits ansatzweise bekannte) Gesetz zur Totenehrung für Germanicus enthielt, sondern auch die zugrunde liegenden Senatsbeschlüsse. Dies eröffnet einen direkten Zugang zur römischen Germanenpolitik nach 16 n. Chr., denn „mit diesem kostbaren Neufund [ist uns] endlich das lange vermisste, unmittelbar zeitgenössische Quellenzeugnis an die Hand gegeben, das als offizielle Verlautbarung den (seit 16/17 n. Chr. wirksam gewordenen) römischen Verzicht auf die Okkupation Germaniens – zumindest für die Ära des Tiberius – unmissverständlich signalisiert.“
Zugleich bietet die Tabula Siarensis eine der seltenen Möglichkeiten, einen originalen Senatsbeschluss mit der Version des Tacitus zu vergleichen. Dies gewähre „einen Zugang zu einem besseren Verständnis der historiographischen Arbeitsweise des Tacitus“. Die Tabula Siarensis bestätigt den Tacitus-Bericht über die Ehrungen. Auch an anderen Stellen der Annalen liegen sorgsam verfasste Berichte vor, die „eindeutig auf der Basis der ‚acta senatus‘“ erstellt wurden. Deutlich wird allerdings auch, dass Tacitus Dinge anders gewichtete – so fasste er die ausführlichen Bestimmungen zur Errichtung von Ehrenbögen in einem Satz zusammen.

## Ausgaben
- Alvaro Sánchez-Ostiz: Tabula Siarensis. Edición, traducción y comentario. Ediciones Universidad de Navarra, Pamplona 1999, ISBN 84-313-1665-9.